# Dag Navestad
Dag Steinar Navestad (3 novembre 1947) è un ex calciatore norvegese, di ruolo centrocampista.

## Carriera

### Giocatore

#### Club
Navestad vestì la maglia del Sarpsborg, prima di passare al Fredrikstad.

#### Nazionale
Conta una presenza per la Norvegia. Il 20 luglio 1970, infatti, fu titolare nella sconfitta per 2-0 contro l'Islanda.

### Allenatore
Nel 1982, fu allenatore dello Østsiden.